# 関西大学経済・政治研究所
関西大学経済・政治研究所（かんさいだいがくけいざいせいじけんきゅうじょ、英称：Institute of Economics and Political Studies）は、関西大学に設置されている研究所の一つ。

## 概要
関西大学経済・政治研究所は、高度経済成長開始期の1958年4月に、当時の関西大学の岩崎卯一学長の提案により、複数の学部にまたがる総合的・学際的な研究機関として設置された。
その研究所の目的は、「経済、政治、社会に関する理論及び実態を研究調査し、もって学術文化の発展と人類の福祉に貢献すること」であり、産業界・行政界・地域社会との連携を基軸に置いた研究機関として活動している。
その研究成果は『研究双書』と『調査と資料』の刊行物で定期的に発表している。

## 沿革
- 1958年 - 関西大学経済・政治研究所の設置。
- 1962年 - 産業セミナーの開始。
- 1980年 - 公開講座の開始。
- 1988年 - 30周年記念講演会の開催。
- 1998年 - 40周年記念シンポジウムの開催。
- 2002年 - 文部科学省学術フロンティア推進事業として「ソシオネットワーク戦略研究センター（RCSS）」が採択。
- 2007年 - 東アジア研究班の設置。
- 2008年 - 関西大学経済・政治研究所が設立50周年。
- 2009年 - 「大阪大都市圏地域経済研究班」を設置。
- 2012年 - 上海市のシンクタンクの「上海社会科学院世界経済研究所」と学術交流協定を締結。

## 研究班の活動、Research Activities
- 関西ファミリービジネスのBCMと東アジア戦略研究班
- 近代関西経済の発展とアジア・アフリカの国際関係史研究班
- 財政と公会計研究班
- サブサハラ政策研究班
- 民主主義の再生と「公共圏」研究班

## 所長
- 宇惠勝也